# (17473) 1991 FM3
(17473) 1991 FM3 là một tiểu hành tinh vành đai chính. Nó được phát hiện bởi Henri Debehogne ở Đài thiên văn La Silla ở Chile ngày 21 tháng 3 năm 1991.